# Snowラディッシュバケーション!!
『Snowラディッシュバケーション!!』（スノーラディッシュバケーション!!）は、2001年12月28日にオーバーフローより発売されたアダルトゲーム。

## 概要
オーバーフロー作品第4弾。当初はイベント専売商品であり、一般販売はされなかったが、2009年7月24日にダウンロード販売が開始された。
野菜名を含んだタイトルロゴやファミレス似のドライブインが舞台など、『Piaキャロットへようこそ!!』のパロディ要素を含んでいる。なお、オーバーフローの本家である有限会社スタックは、『Piaキャロットへようこそ!!2』のコンシューマ移植作業を担当したことでも知られる。
登場人物の多くはオーバーフロー作品の根幹を成す家系に属しており、中でも中心人物の止に至っては後に沢越止というフルネームが明かされた上、続編の『Summerラディッシュバケーション!!シリーズ』やそれ以降のオーバーフロー作品の多くへ、大きな影響を及ぼす存在となった。
主人公は伊能神楽であり、ゲームは彼女の視点で進行する。神楽を操作し、他のヒロインと次々に肉体関係を結んでいく止を妨害する（もしくは、止とヒロインのセックスシーンをプレイヤーがわざと目撃していく）ことが目的。いわゆるギャルゲーやアダルトゲームにおいて、男性主人公がヒロイン達を次々に攻略していく様子を一ヒロインの視点から見ていくような、それらのパロディに近い内容となっている。

## あらすじ
母・伊能萌葱が経営するドライブイン兼宿泊施設「スノーラディッシュ」を手伝う少女・伊能神楽は、ふとしたきっかけから憧れの「お兄さん」こと通っていた塾の講師・止とのセックスに至るが、その直後に彼は神楽の前から姿を消してしまう。まもなく妊娠が発覚するも相手が誰か話そうとしない神楽を、萌葱は責めない。しかし数か月後、スノーラディッシュには萌葱の妹・伊能浅葱や彼女の友人・沢越巴と共に、止が現れる。
今度こそ止を手に入れるべく、神楽の賭けが始まる。

## 登場人物
伊能 神楽（いのう かぐら）
声 - 春野日和
主人公である女性。一人称は「ボク」。模手原商科大学4年生。頭頂部に1本アホ毛が生えた茶髪をルインテールに結んでいる。クラスで最も身長が低く女子の間で子ども扱いされがち。
家は母子家庭で、女手1つで自身を育ててくれた母・萌葱を愛し、負担にならないよう従業員である鷹司ありすと共に、彼女の経営するスノーラディッシュの手伝いをしている看板娘。ラブロマンスに憧れるロマンチスト。自身の通う塾のアルバイト講師である止に憧れを抱いている。まだ世間知らずで、「医大」や「大学院」が何かを理解していない。
模手原商3年時の春休みに出先で自転車が壊れ、ヒッチハイクして自宅に帰ろうとしていた際に引っ越し中の止と偶然会い、乗せてもらった車で止と肉体関係になり、後述の伊能始を身籠る。
本作のストーリー終盤、親族や友人の前で「止に襲われた」と狂言を打ち、止と婚約する。
沢越止と萌葱の子。止の子では長女に該当し、止の血を引く子女達の中で最初に生まれた子である。止には娘として認知されていない。
止（とまる）
声 - なし（スノラデ）、高田べん（アダルトアニメ版PureMail）
医大生であり、伊能神楽らが通う塾でアルバイト講師を勤めていた。富豪である伊能上の非嫡出子であり、オーバーフロー作品に登場する人物の多くは止の血を引いている。
大学から大学院時代の容姿は茶髪の優男。アルバイト先の塾の教え子の女子達の間では憧れの的だった。
アルバイト先の学習塾で女子の教え子達の一部を自宅に招いて肉体関係を持っており、教え子達には口止めしていたものの、それが明るみになりかけたためアルバイトを辞め、アパートも引き払い行方をくらませた。
その引越し中に偶然神楽と公道で会い、「もう引っ越すのだから後腐れがない」と判断し、運転していた引越し車に連れ込んで肉体関係を結んだ結果、伊能始を身籠らせる。
神楽に指輪を贈り婚約するが、後に沢越巴を妻に娶る。女癖は非常に悪く、学生時代から多数の女性との間に肉体関係を持ち、子を作っており、また手を出す女性の中には、まだ10代にも満たない者までいる。
沢越 巴（さわごえ ともえ）
声 - 森本れおな
ヒロインの1人で、富豪のお嬢様。おっとりした性格で人間関係には慎重。青いロングヘアをツーサイドアップにしている。
浅葱とは同級生。後に止と結婚して息子の智正を産む。
伊能 萌葱（いのう もえぎ）
声 - 紫苑みやび
ヒロイン。神楽と歩の母。未婚のシングルマザーでドライブイン兼宿泊施設の「スノーラディッシュ」を経営しながら子供達を育てており、この店が後にラディッシュチェーンへ発展する。肩まである癖のある黒髪に緑のバンダナを巻いている。
おおらかな性格で、女癖の悪過ぎる止に未だに思いを寄せ続けている。
倫理観がずれており、娘の神楽が実父の止と肉体関係となったことを咎めないだけでなく、時にはそれを後押しするような発言すら行う。少女時代は妹の浅葱がコンプレックスを抱く程、近所や学校で評判の可愛らしい美少女であったらしく、娘の神楽と共に評判の美人として描かれている。
富豪である伊能上と正妻の娘であり、止とは異母姉弟にあたる。
葵学園在学中に異母弟の止と出会い恋に落ちるが、彼との血縁を知る周りから止との仲を裂かれ、エスカレーターで県立大原に進学する前に神楽を産んだ。以降、スノーラディッシュで働き、先代オーナーから後を継いで経営者になった。その後本作より4年程前に一時再会した止との間に歩を産んでいる。
本作以前に作った止との子達には、末子の萌華以外には止の名に因んで人の動作に関係のある名を付けている。
伊能 浅葱（いのう あさぎ）
声 - 綾瀬まゆ
ヒロインの1人で、萌葱の妹。大学生。青い髪のロングヘアに紫のヘアバンドをしている。本人は知らないが、止とは異母兄妹に当たる。
姉とは違い、活動的でハッキリとものを言う性格。姪の神楽には「叔母さん」ではなく「お姉ちゃん」と呼ばせている。止とは同じ大学の先輩・後輩として知り合い、冬休みに「スノーラディッシュ」に運転手として連れて来た。
本作時点で既に奈川重蔵（ながわ じゅうぞう）と交際中だったが、まだ肉体関係はなく処女だった。彼氏がいながら止とスノーラディッシュで肉体関係を持つ。
『Pure Mail』での碧と圭のチャットでの会話によれば、夫の重蔵は勤務先の重役にまで出世し、自分の研究室を構えた研究者になっており、奈川家と澤永家は近隣に位置し、澤永の母は重蔵の研究室の研究員として働いている。碧と美紀が親友同士であることから、澤永の母とはスノーラディッシュを出て行った以降も非常に親密な関係であることがうかがえる。
後にステージ・ママとなり、次女の碧を子役・モデルとして芸能界に売り込む。碧の所属プロダクションのマネージャーと不倫関係になり、まだ幼かった次女碧と三女さくらを育児放棄し、長女のゆかりに育児を押し付ける。
碧が父親として慕う重蔵への手紙を夫には渡さずに愛人のマネージャーに返事を書かせてやり取りをさせ、それを書籍化して公表した。それがベストセラーになってしまい、娘の気持ちを金儲けの道具にしてトラウマを植え付ける等、かなり身勝手かつ拝金主義的な性格が顕著に描かれている。
『Pure Mail』のストーリー終盤では、重蔵と離婚している。
鷹司 ありす（たかつかさ ありす）
声 - 草柳順子
スノーラディッシュ近郊の農家の一人娘。間初花とは遠縁にあたる。「あらあら」が口癖。黒髪をツインテールにし、毛先をリボンで輪状に結った特有の髪型をしている。対人恐怖症気味で人見知りな性格。
『PonPon』では正看護師として登場し、看護師長（本編での呼称は「看護婦長」）の役職に就いている。本作では准看護師を経て、看護短期大学に入学し直し、正看護師を目指しながらスノーラディッシュでのアルバイトに励む。アルバイト時に止と肉体関係を持つ。止と関係を持つまでは処女で、年齢の割に男女関係に対して非常に奥手だった。
年齢を重ねたことでスリムだった体型は太くなり、眼鏡をかけた中年女性となり、若い時分の面影がなく、止とも疎遠になっている。神楽達の世代からは「あっちゃんおばさん」と呼ばれている。
間 初花（はざま はつか）
声 - 日向裕羅
近所に住んでいる神楽の同級生で、同じ塾にも通っていた。金髪のロングヘア。農家の娘で名前は「二十日大根」にちなんで名付けられた。鷹司ありすとは遠縁にあたる。
本作時点で既に他界している実の父親との仲は非常に親密で、挿入はしていなかったものの肉体関係があり、初潮が来たら父親に処女を捧げる約束をしていた。
神楽との関係は本作エンディング後も続いており、模手原忠商事時代に神楽が新人研修担当社員に拉致・監禁された際は、その救出に一役買っている。

## 開発
本作は『妹でいこう!』の評判を受け、家庭用ゲーム機ではできないことをしようというコンセプトで作られた。